# Strada europea E641
La strada europea E641 è una strada europea che collega Wörgl a Salisburgo. Come si evince dalla numerazione, si tratta di una strada di classe B posta nell'area delimitata a nord dalla E60, a sud dalla E70, ad ovest dalla E45 e ad est dalla E55.

## Percorso
La E641 è definita con i seguenti capisaldi di itinerario: "Wörgl - Sankt Johann in Tirol - Lofer - Salisburgo".